# Дуарте, Хесус
Хесу́с Дави́д Дуа́рте А́риас (исп. Jesús David Duarte Arias; род. 20 декабря 2005, Тачира) — венесуэльский футболист, нападающий клуба «Депортиво Тачира».

## Клубная карьера
Дуарте — воспитанник клуба «Депортиво Тачира». 21 октября 2022 года в матче против «Португесы» он дебютировал в венесуэльской Примеры.

## Международная карьера
В 2025 году Дуарте в составе молодёжной сборной Венесуэлы принял участие в молодёжном чемпионате Южной Америки в Венесуэле. На турнире он сыграл в матчах против сборных Чили, Перу, Парагвая и Уругвая.